# ルネ＝グザヴィエ・プリネ
ルネ＝グザヴィエ・プリネ（René-Xavier Prinet、1861年12月31日 - 1946年1月26日）は、フランスの画家である。印象派の画家たちの明るい色調の作品と対照的なスタイルの作品を描く「バンド・ノワール」と呼ばれる画家たちの一人ともされる。

## 略歴
フランス北部のマルヌ県のヴィトリー＝ル＝フランソワ（Vitry-le-François）で生まれた。父親は検事で、父親がパリに赴任した時、ルネ＝ザビエル・プリネも家族とともにパリに移った。パリの住まいはパリ国立高等美術学校の近くで、アマチュア画家の父親の勧めもあってパリ国立高等美術学校に入学した。19歳になった1880年頃に、ジャン＝レオン・ジェロームの工房に入り、5年間学んだ。アントニオ・デ・ラ・ガンダラ（1861-1917）やルイ＝オーギュスト・ジラルド（1856- 1933）、フェリクス・デグランジェ（Félix Desgranges: 1860-1942）、ジュール＝アレクシ・ミュニエ（1863- 1942）といった若い画家たちと活動した。同時にアカデミー・ジュリアンでも学んだ。
1885年にフランス芸術家展（Salon des Artistes Français）に出展し、その後も1889年までその展覧会に出展を続けた。絵画の制作の他に私立学校のアカデミー・ドゥ・ラ・パレット（Académie de La Palette）やアカデミー・ドゥ・ラ・グランド・ショミエールで美術教師としても働いた。1894年に結婚した。1899年から1914年の間、何度か展覧会を開いた新画家・彫刻家教会（Société nouvelle de peintres et de sculpteurs）の会員であった。1913年にフランス国民美術協会の事務局長に任命され、アメリカに旅し、カーネギー・メロン大学での展覧会の審査員を務めた。第一次世界大戦中はほかの多くの画家と戦争画の画集の制作に参加するなどした。

## 作品

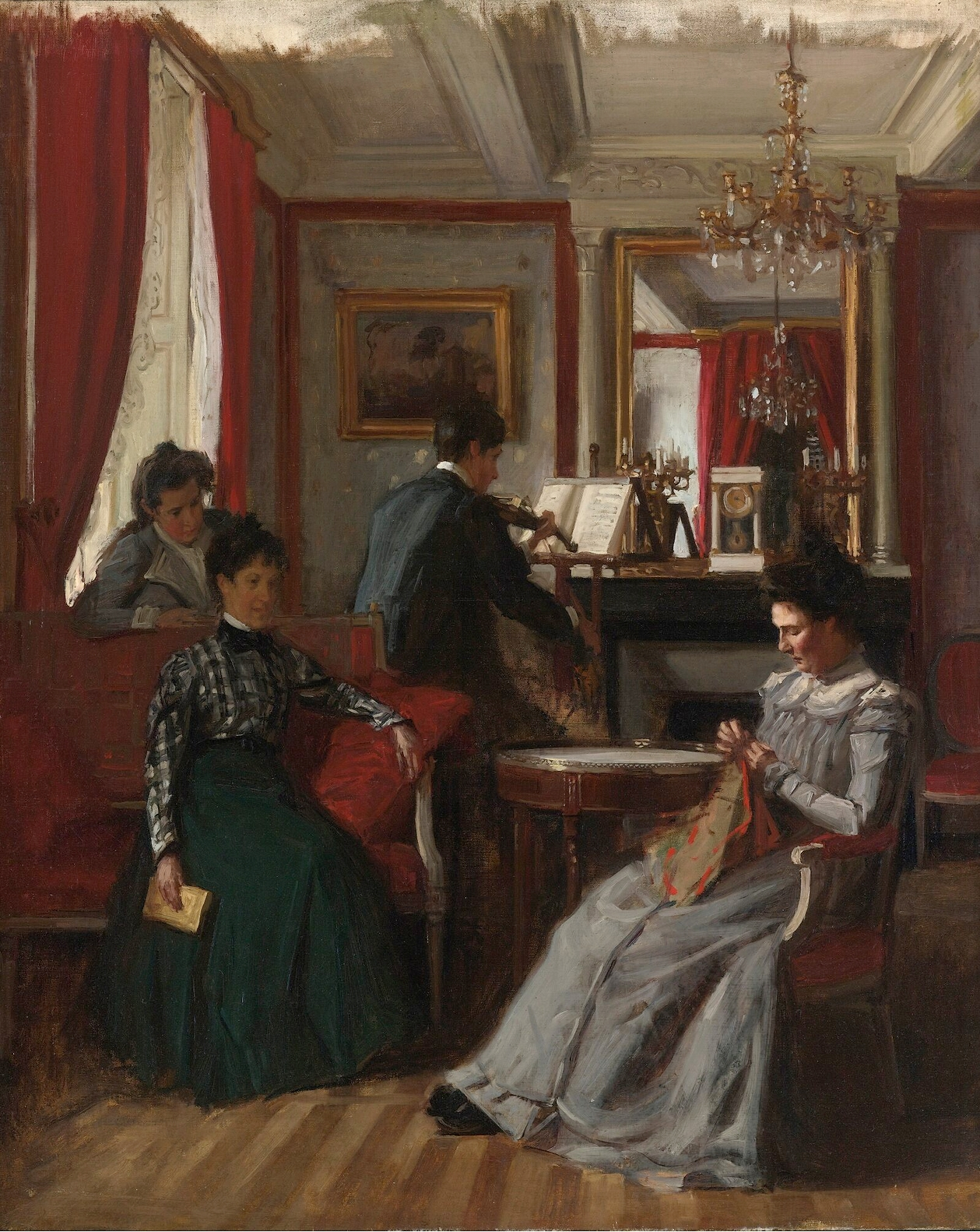
居間の家族(c.1905)
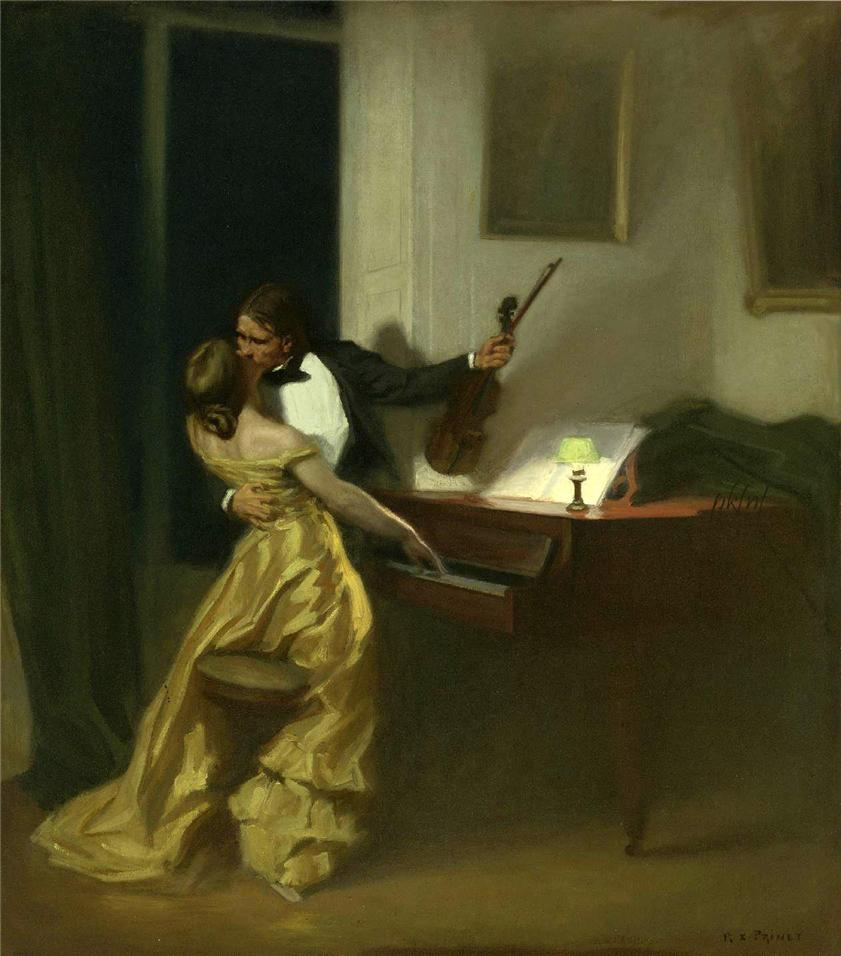
クロイツェル・ソナタ(1901)
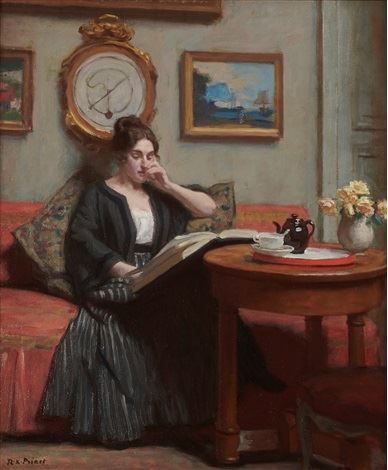
読書
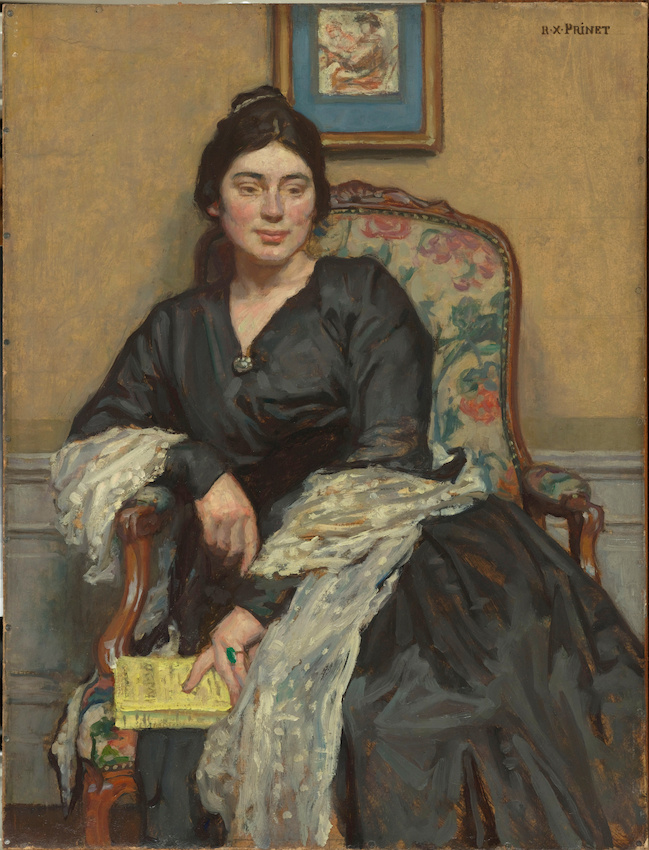
画家Mela Muterの肖像画

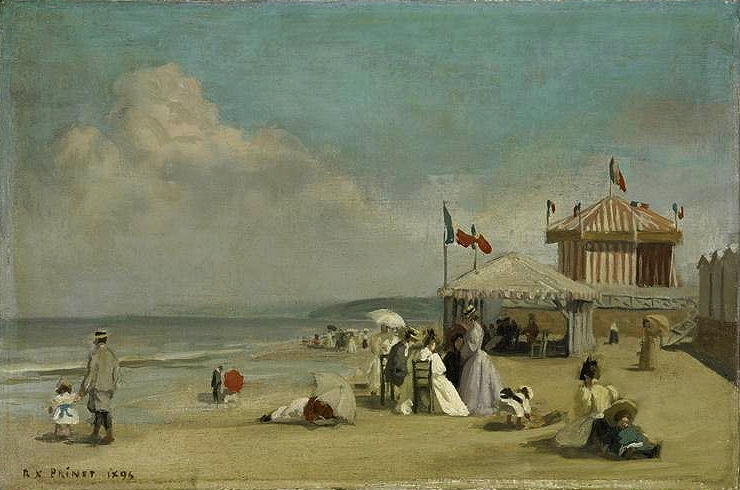
カーブルの浜辺 (1895)
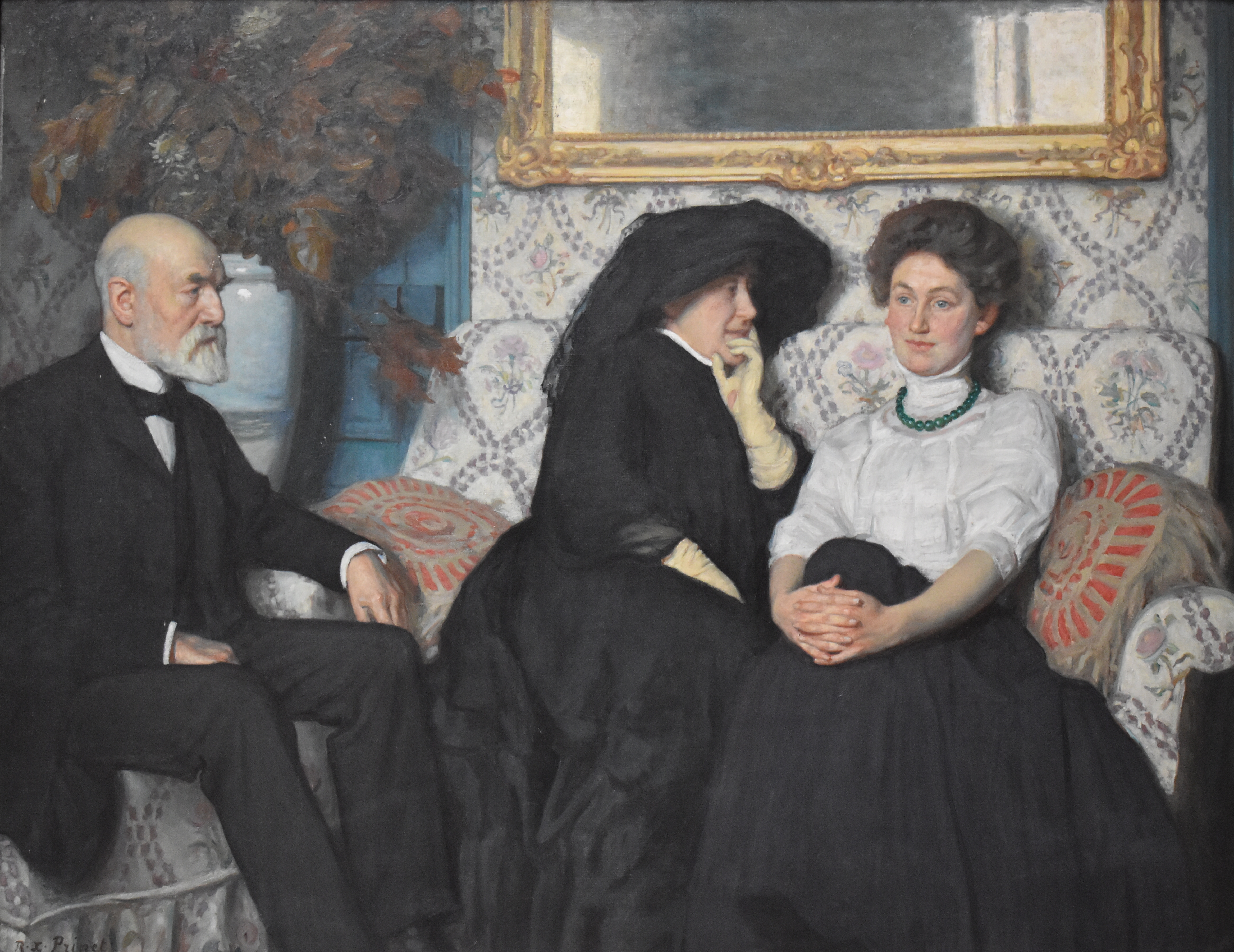
考古学者エドモン・サリオの家族の肖像画
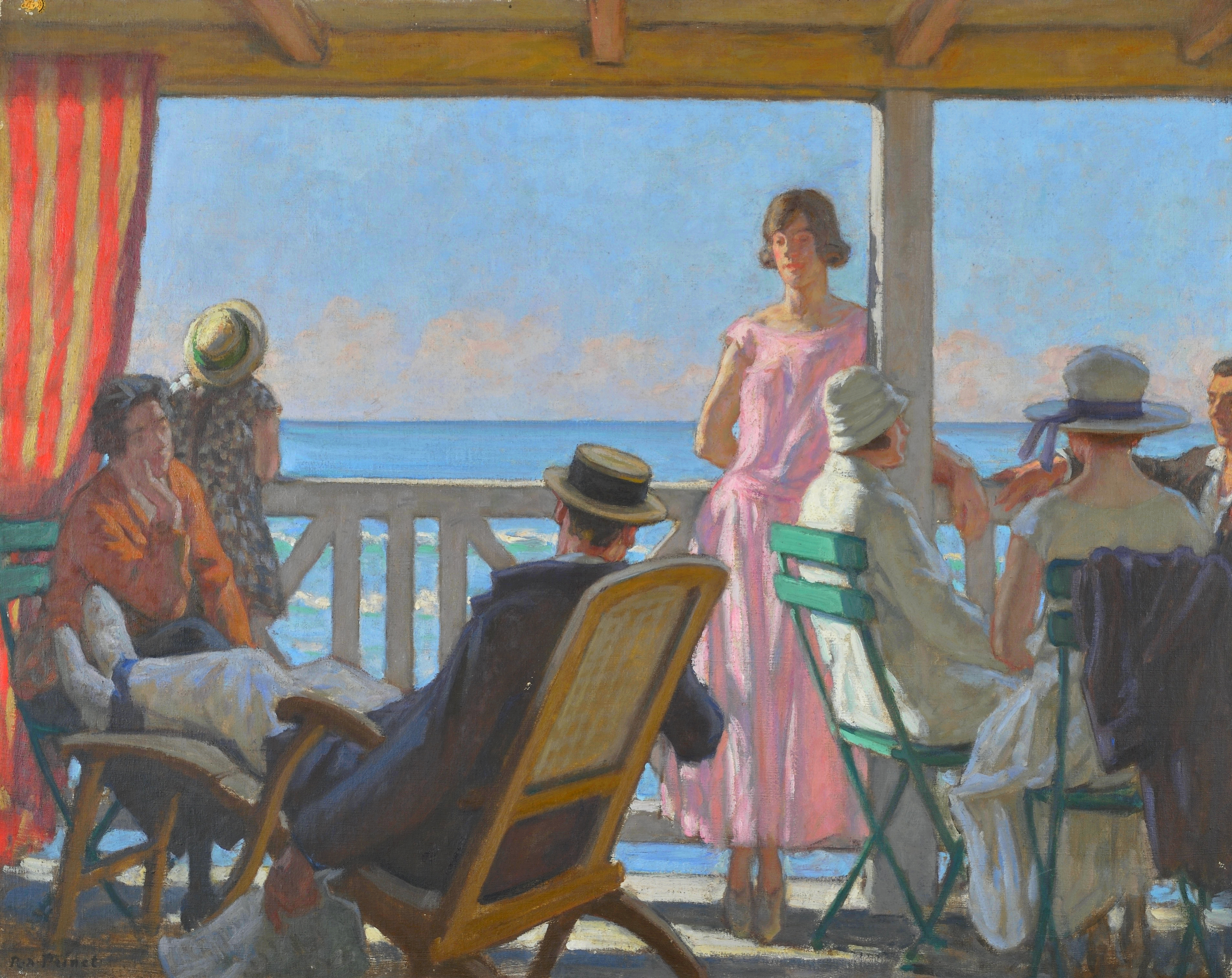
Au bord de la Manche(c.1920)